# صموئيل ديلغادو
صموئيل ديلغادو (بالإسبانية: Samuel Delgado Serna) هو لاعب كرة قدم إسباني في مركز الوسط، ولد في 20 يوليو 1993 في البسيط في إسبانيا. لعب مع نادي ألباسيتي ب ونادي البسيط.

## وصلات خارجية
- صموئيل ديلغادو على موقع قاعدة بيانات كرة القدم.إي يو (الإنجليزية)
- صموئيل ديلغادو على موقع Soccerbase.com (لاعب) (الإنجليزية)
- صموئيل ديلغادو على موقع Soccerway.com (الإنجليزية)
- صموئيل ديلغادو على موقع AS.com (الإسبانية)